# Paracroton sterrhopodus
Paracroton sterrhopodus är en törelväxtart som först beskrevs av Airy Shaw, och fick sitt nu gällande namn av Radcl.-sm. och Rafaël Herman Anna Govaerts. Paracroton sterrhopodus ingår i släktet Paracroton och familjen törelväxter. Inga underarter finns listade i Catalogue of Life.